# Ležáky
Ležáky – dawna czeska wieś na terenie gminy Miřetice w powiecie Chrudim.
24 czerwca 1942 została zrównana z ziemią po zamachu na Reinharda Heydricha. We wsi ukrywano tajną radiostację Libuše należącą do grupy spadochronowej Silver A, która przygotowywała zamach. Na miejscu wymordowano wszystkich dorosłych (33 osoby), a 13 dzieci wysłano do Generalnego Gubernatorstwa i Kraju Warty (obóz dziecięcy w Łodzi i dom dziecka w Puszczykowie) i, poza dwiema dziewczynkami, przewidzianymi do germanizacji w ramach Heuaktion, zagazowano w obozie zagłady Kulmhof w Chełmnie nad Nerem. Wieś przed zniszczeniem zrabowano.
Obecnie na miejscu wsi wznosi się pomnik ofiar, zainstalowana jest stała ekspozycja Ležáky – wieś, która nie milczała, a także wytyczono tu plenerową ścieżkę edukacyjną. Teren dawnej wsi stanowi Narodowy zabytek kultury.